# Соколов Тихон Іванович
Тихон Іванович Соколов (10 серпня 1913, місто Новосіль Тульської губернії, тепер Орловської області, Російська Федерація — 26 грудня 1992, місто Москва) — радянський партійний діяч, секретар ЦК КП Казахстану, 1-й заступник голови Державного планового комітету РМ СРСР. Член Бюро ЦК КП Казахстану в 1960—1963 роках. Кандидат у члени ЦК КПРС у 1956—1961 роках. Член ЦК КПРС у 1961—1981 роках. Депутат Верховної ради Російської РФСР 2-го і 4-го скликань. Депутат Верховної ради Казахської РСР 5-го скликання. Депутат Верховної Ради СРСР 5—9-го скликань.

## Життєпис
Народився в родині службовця. У 1930 році закінчив середню школу. З 1930 року — вчитель із ліквідації неграмотності серед дорослих, завідувач початкової школи.
У 1931—1936 роках — студент Ленінградського сільськогосподарського інституту, агроном.
У 1936—1937 роках — старший агроном Камсько-Березовської машинно-тракторної станції (МТС) Свердловської області. У 1937—1938 роках — головний агроном, начальник овоче-картопляного виробничого управління Свердловського обласного земельного відділу. У 1938—1939 роках — завідувач сортовипробувальної ділянки колгоспу.
У 1939—1940 роках — викладач, директор Краснодарського сільськогосподарського технікуму.
Член ВКП(б) з 1940 року.
У 1940—1941 роках — слухач Вищої партійної школи при ЦК ВКП(б).
У 1941—1942 роках — завідувач відділу пропаганди і агітації Солікамського міського комітету ВКП(б) Молотовської області. Одночасно працював завідувачем кафедри основ марксизму-ленінізму Солікамського державного педагогічного інституту.
У 1942—1944 роках — завідувач сільськогосподарського відділу Молотовського обласного комітету ВКП(б). Одночасно викладав основи марксизму-ленінізму в Молотовському сільськогосподарському інституті.
У 1944 — грудні 1945 року — заступник голови виконавчого комітету Молотовської обласної ради депутатів трудящих.
8 грудня 1945 — листопад 1946 року — голова виконавчого комітету Новосибірської обласної ради депутатів трудящих.
У вересні 1946—1950 роках — член президії і завідувач відділу Ради у справах колгоспів при Раді Міністрів СРСР у Москві.
У 1950—1953 роках — представник Ради у справах колгоспів СРСР при Раді Міністрів Української РСР.
У 1953—1954 роках — начальник Головного управління у справах колгоспів Міністерства сільського господарства і заготівель СРСР.
16 лютого 1954 — 2 березня 1956 року — голова виконавчого комітету Смоленської обласної ради депутатів трудящих.
У січні 1956 — липні 1958 року — 1-й секретар Новгородського обласного комітету КПРС.
У липні 1958 — 11 лютого 1960 року — 1-й секретар Пермського обласного комітету КПРС.
19 січня 1960 — 19 березня 1963 року — секретар ЦК КП Казахстану. Одночасно у 1960 році — голова Бюро ЦК КП Казахстану по північних областях республіки.
Одночасно 29 грудня 1960 — лютий 1963 року — 1-й секретар Цілинного крайового комітету КП Казахстану.
У 1963—1964 роках — 1-й заступник голови виконавчого комітету Владимирської сільської обласної ради депутатів трудящих.
У 1964—1965 роках — секретар Владимирського обласного комітету КПРС.
У 1965 році — 1-й заступник міністра сільського господарства Російської РФСР.
25 жовтня 1965 — 10 квітня 1970 року — 1-й секретар Орловського обласного комітету КПРС.
У березні 1970 — липні 1976 року — 1-й заступник голови Державного планового комітету Ради міністрів СРСР.
З липня 1976 року — персональний пенсіонер союзного значення в Москві.
Помер 26 грудня 1992 року. Похований на Кунцевському цвинтарі Москви.

## Нагороди і звання
- орден Леніна (1983)
- орден Трудового Червоного Прапора (1977)
- орден Дружби народів
- орден «Знак Пошани» (1957)
- медалі